# Coluna da Peste (Viena)
A Coluna da Peste (em alemão:  Pestsäule), ou Coluna da Trindade (em alemão:  Dreifaltigkeitssäule), é uma coluna da Santíssima Trindade localizada no centro da cidade de Viena, na Áustria. Erguido após a epidemia da Grande Peste em 1679, o memorial barroco é uma das peças escultóricas mais conhecidas e proeminentes da cidade. Christine M. Boeckl, autora de Images of Plague and Pestilence, chama-o de "um dos conjuntos esculturais mais ambiciosos e inovadores criados em qualquer lugar na Europa na era pós- Bernini".

## História
Em 1679, Viena sofreu uma das últimas grandes epidemias de peste. Fugindo da cidade, o imperador Leopoldo I da Casa de Habsburgo jurou erguer uma coluna de misericórdia se a epidemia acabasse. No mesmo ano, uma coluna provisória de madeira feita por Johann Frühwirth foi inaugurada, mostrando a Santíssima Trindade em uma coluna coríntia junto com nove anjos esculpidos (para os Nove Coros de Anjos).
Em 1683, Matthias Rauchmiller foi contratado para criar um projeto geral, bem como algumas esculturas. Rauchmiller morreu em 1686, mas sua concepção básica e três de suas figuras de anjos ainda podem ser vistas no monumento moderno.
Vários novos projetos se seguiram, entre outros por Johann Bernhard Fischer von Erlach, que projetou as esculturas na base da coluna. Por fim, a gestão do projeto ficou a cargo de Paul Strudel, que baseou seu trabalho no conceito do engenheiro teatral Lodovico Burnacini.
Abaixo da figura da Trindade, Burnacini imaginou uma pirâmide de nuvens com esculturas de anjos, bem como o imperador Leopoldo ajoelhado, orando para uma escultura de fé. Entre outros, os escultores Tobias Kracker e Johann Bendel contribuíram para a coluna. A coluna foi inaugurada em 1694.
Apesar do longo período de construção, das frequentes alterações do desenho e do grande número de escultores envolvidos, o monumento apresenta-se bastante homogêneo. Durante o período de design, ela mudou de uma coluna memorial conservadora para uma cena do alto barroco, narrando uma história de forma teatral. O monumento indica, portanto, a transição para a era do Alto Barroco em Viena. Influenciou fortemente o estilo e foi imitado em toda a região austríaca.

## Iconografia
A coluna tem uma iconografia complexa, cuja mensagem básica é que a peste e o Segundo Cerco Otomano de Viena (1683), ambos castigos pelo pecado, foram evitados ou derrotados pela piedade e intercessão do Imperador Leopoldo I. O pilar também representa um monumento de vitória a esse imperador.
Na iconografia, a Trindade se expressa várias vezes no número três, a saber, verticalmente em três partes:
1. no pedestal reservado aos homens, e no terço superior dessa parte vê-se Leopoldo I orando a Deus como intercessor;
2. nos anjos como mediadores entre Deus e área de pertença do homem;
3. no nível mais alto reservado para a Santíssima Trindade.

Além disso, há também uma divisão tripartida no plano, que estabelece uma conexão entre o programa sagrado e as três partes da monarquia dos Habsburgos:
1. A face ocidental é dedicada a Deus Pai e ostenta uma águia de duas cabeças, o brasão do Sacro Império Romano, bem como os brasões da Intra-Áustria, os ducados da Estíria, Caríntia e Carniola. Entre as alas oeste e leste estão os brasões dos países centrais da monarquia.
2. A face oriental está associada ao Filho de Deus e ostenta os brasões dos reinos da Hungria, Croácia e Dalmácia, bem como da Bósnia.
3. A face norte, que pertence ao Espírito Santo, é decorada com os brasões do Reino da Boêmia, da Margraviada da Alta Lusácia e da Baixa Silésia, bem como do Ducado da Silésia.

## Galeria

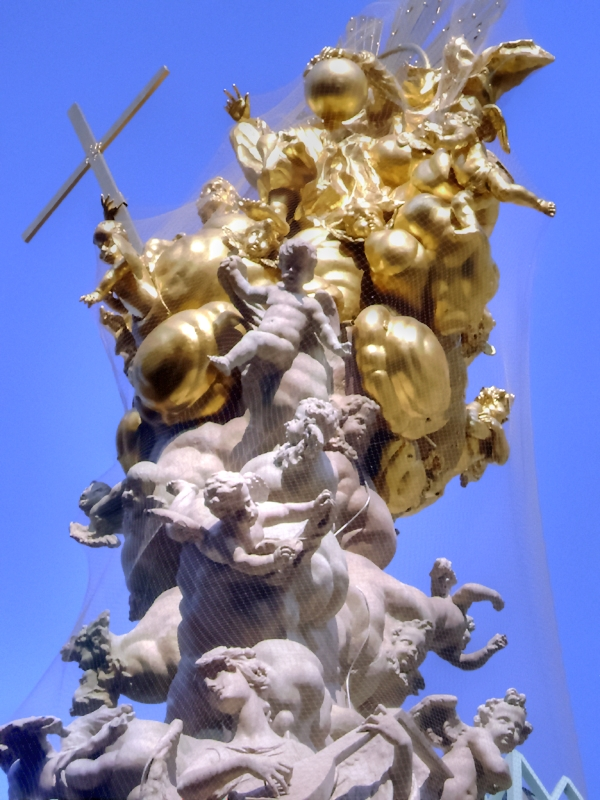
Topo da Coluna da Peste
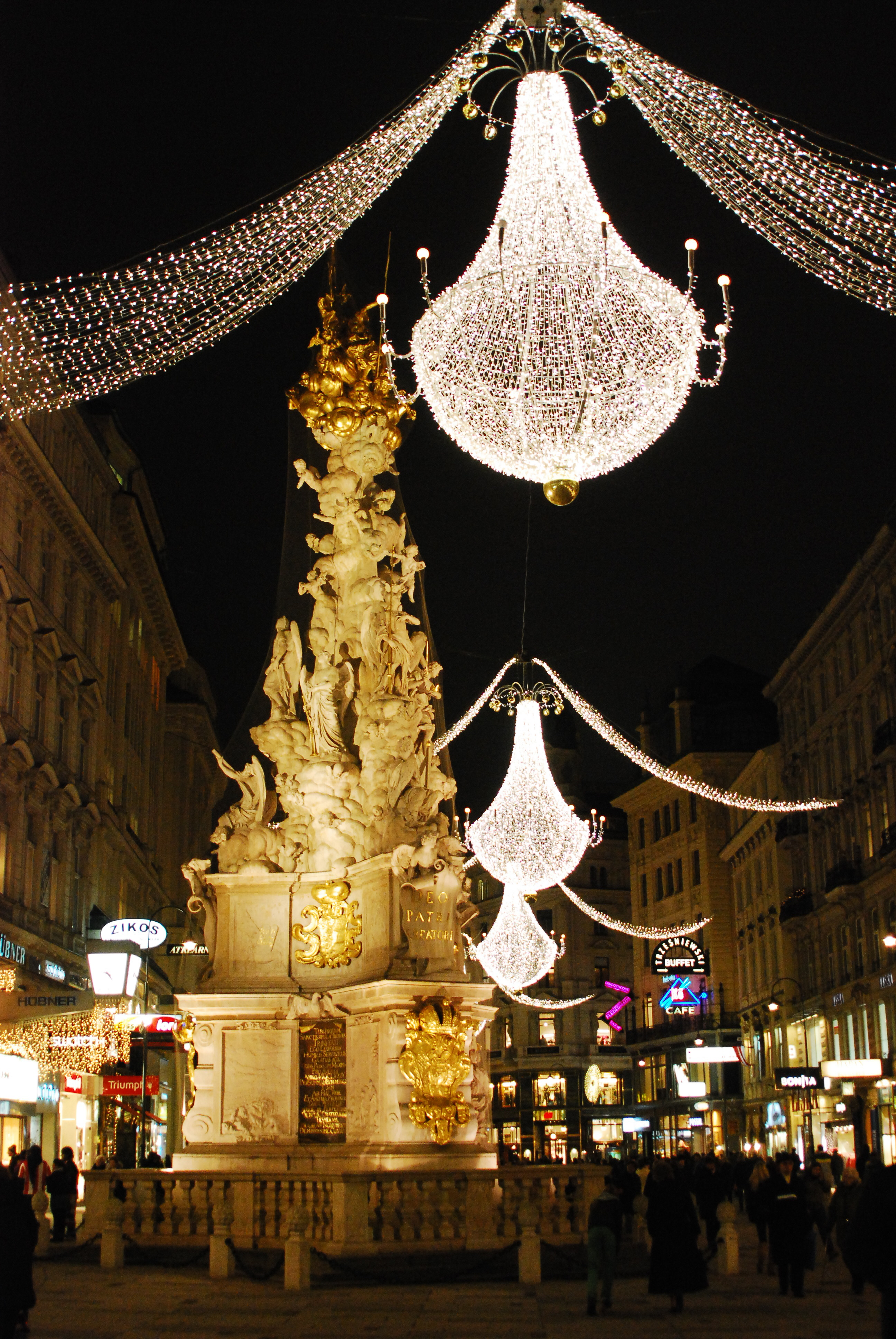
Coluna da Peste à noite
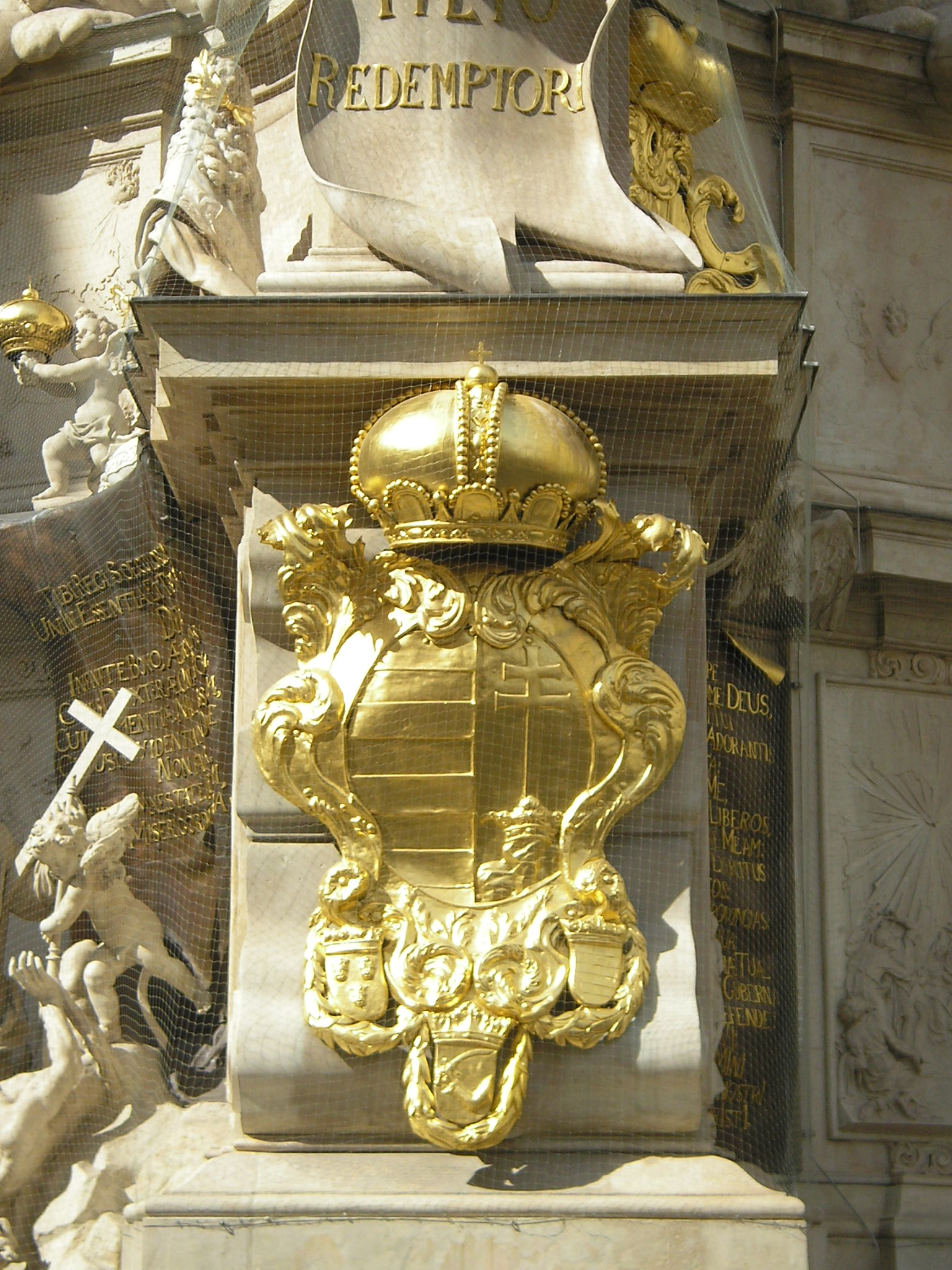
Brasão da Hungria
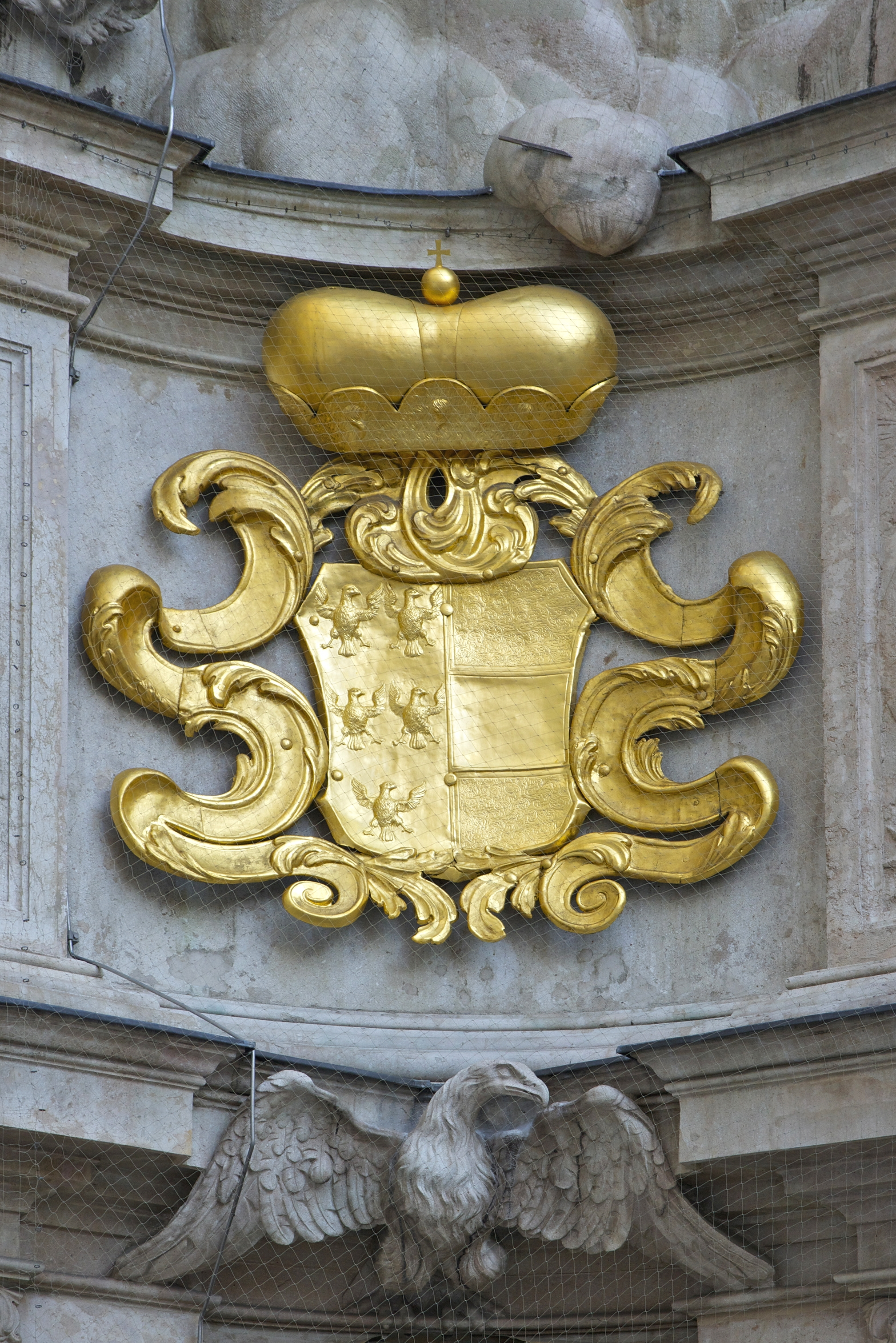
Brasão de armas dos arquiduques da Áustria